# Demis Hassabis
Demis Hassabis (Londen, 27 juli 1976) is een Brits computationeel neurowetenschapper, onderzoeker op het gebied van kunstmatige intelligentie (AI) en ondernemer. Hij is de CEO en medeoprichter van Google DeepMind. Hassabis en John Jumper kregen gezamenlijk de helft van de Nobelprijs voor Scheikunde van 2024 voor de ontwikkeling van AlphaFold, een programma voor de voorspelling van de eiwitstructuur.

## Biografie
Hassabis werd geboren als zoon van een Grieks-Cypriotisch vader en een Singaporees-Chinese moeder en groeide op in Noord-Londen. Een wonderkind in schaken vanaf de leeftijd van vier jaar bereikte Hassabis op 13-leeftijd het meesterniveau met een elo-rating van 2300. Ook was hij aanvoerder van veel Engelse juniorenschaakteams. Hij vertegenwoordigde de Universiteit van Cambridge in Oxford-Cambridge universiteitsschaakwedstrijden van 1995, 1996 en 1997 waarbij hij een  half blue won.
Tussen 1988 en 1990 volgde Hassabis onderwijs aan de Queen Elizabeth School in Barnet, een jongensschool in Noord-Londen. Hij werd vervolgens thuis door zijn ouders onderwezen, rond dezelfde tijd dat hij zijn eerste computer kocht, een ZX Spectrum 48K, gefinancierd door zijn schaakwinsten. Hiermee leerde hij zichzelf programmeren uit boeken. Zijn eerste AI-programma schreef hij op een Commodore Amiga gebaseerd op het bordspel reversi.
Daarna studeerde hij aan de middelbare school Christy College Finchley en voltooide zijn A-level-examens twee jaar eerder, op 16-jarige leeftijd.

### Bullfrog Productions
Toen de Universiteit van Cambridge hem vroeg om een tussenjaar te nemen vanwege zijn jonge leeftijd, begon Hassabis zijn carrière als programmeur bij Bullfrog Productions nadat hij deelgenomen had aan een door Amiga Power-magazine uitgeschreven "Win-a-job-at-Bullfrog"-wedstrijd. Als eerst begon hij met het programmeren van levels voor het computerspel Syndicate en was hij verantwoordelijk voor de AI van Populous II. Op 17-jarige leeftijd was hij, samen met de Peter Molyneux, mede-ontwerper en hoofdprogrammeur van het spel Theme Park uit 1994. Thema Park, een simulatiespel, verkocht miljoenen exemplaren en was een inspiratiebron van een heel genre van simulatie-zandboxspellen. Met zijn tussenjaar verdiende Hassabis genoeg geld om zijn eigen universitaire studie te betalen.

### Universiteit van Cambridge
Hassabis verliet Bullfrog om te gaan studeren aan Queens College in Cambridge, waar hij zijn Computer Science Tripos voltooide en in 1997 afstudeerde met een Double First.

## Carrière
Na zijn afstuderen ging Hassabis werken voor Lionhead Studios, een bedrijf dat kort daarvoor door Molyneux was opgericht. In 1998 verliet hij Lionhead om zijn eigen ontwikkelingsstudio Elixir Studios te beginnen, die in 2003 en 2004 de games Republic: The Revolution en Evil Games publiceerde. In 2005 verkocht hij het intellectuele eigendom en technologierechten aan verschillende uitgevers en werd zijn studio opgeheven. Hij keerde terug naar het academische leven om in 2009 te promoveren in de cognitieve neurowetenschappen aan de University College London (UCL) onder supervisie van Eleanor Maguire. Hij  zocht inspiratie in het menselijke brein voor nieuwe AI-algoritmen.

### DeepMind
Hassabis is, samen met Shane Legg en Mustafa Suleyman, medeoprichter van DeepMind Technologies, een machine learning AI-startup. De missie van DeepMind is om "intelligentie op te lossen" en vervolgens intelligentie te gebruiken "om alles anders op te lossen". Het bedrijf richt zich op het trainen van leeralgoritmen om games onder te knie te krijgen. In 2014 kocht Google DeepMind voor 400 miljoen pond.
Meer recentelijk heeft DeepMind zijn kunstmatige intelligentie ingezet op de ontwikkeling van AlphaFold, software die wordt beschouwd als een doorbraak om de 3D-eiwitstructuur te voorspellen op basis van zijn 1D-aminozuursequentie. In december 2018 won AlphaFold de 13de Critical Assessment of Structure Prediction (CASP), een internationale competitie die algoritmen vergelijkt om te bepalen welke het beste de 3D-structuur van eiwitten kan voorspellen. AlphaFold won de competitie door het meest nauwkeurige de structuur voor ongeveer twee derde van de eiwitten te voorspellen.

## Erkenning
Voor zijn verdiensten mocht Hassabis diverse nationale en internationale onderscheidingen in ontvangst nemen waaronder de Prinses van Asturiëprijs (2022), de Lovelace Medal (2023), de Albert Lasker Award for Basic Medical Research (2023) en de Breakthrough Prize in Life Sciences (2023). 
In 2024 werd hij door koning Charles geridderd als Knight Bachelor voor "services to Artificial Intelligence" en 
ontving hij samen met Jumper de helft van de Nobelprijs voor Scheikunde voor de voorspelling van de eiwitstructuur.
1901: Van 't Hoff ·
1902: E. Fischer ·
1903: Arrhenius ·
1904: Ramsay ·
1905: Baeyer ·
1906: Moissan ·
1907: Buchner ·
1908: Rutherford ·
1909: Ostwald ·
1910: Wallach ·
1911: Curie ·
1912: Grignard, Sabatier ·
1913: Werner ·
1914: Richards ·
1915: Willstätter ·
1918: Haber ·
1920: Nernst ·
1921: Soddy ·
1922: Aston ·
1923: Pregl ·
1925: Zsigmondy ·
1926: Svedberg ·
1927: Wieland ·
1928: Windaus ·
1929: Harden, Euler-Chelpin ·
1930: H. Fischer · 
1931: Bosch, Bergius ·
1932: Langmuir ·
1934: Urey ·
1935: F. Joliot-Curie, I. Joliot-Curie ·
1936: Debye ·
1937: Haworth, Karrer ·
1938: Kuhn ·
1939: Butenandt, Ružička ·
1943: Hevesy · 
1944: Hahn ·
1945: Virtanen ·
1946: Sumner, Northrop, Stanley ·
1947: Robinson · 
1948: Tiselius · 
1949: Giauque ·
1950: Diels, Alder ·
1951: McMillan, Seaborg ·
1952: Martin, Synge ·
1953: Staudinger ·
1954: Pauling ·
1955: Vigneaud ·
1956: Hinshelwood, Semjonov ·
1957: Todd ·
1958: Sanger ·
1959: Heyrovský ·
1960: Libby ·
1961: Calvin ·
1962: Perutz, Kendrew ·
1963: Ziegler, Natta ·
1964: Hodgkin ·
1965: Woodward ·
1966: Mulliken ·
1967: Eigen, Norrish, Porter ·
1968: Onsager ·
1969: Barton, Hassel ·
1970: Leloir ·
1971: Herzberg ·
1972: Anfinsen, Moore, Stein · 
1973: E.O. Fischer, Wilkinson · 
1974: Flory ·
1975: Cornforth, Prelog ·
1976: Lipscomb ·
1977: Prigogine · 
1978: Mitchell ·
1979: Brown, Wittig ·
1980: Berg, Gilbert, Sanger ·
1981: Fukui, Hoffmann ·
1982: Klug ·
1983: Taube ·
1984: Merrifield ·
1985: Hauptman, Karle ·
1986: Herschbach, Lee, Polanyi ·
1987: Cram, Lehn, Pedersen ·
1988: Deisenhofer, Huber, Michel ·
1989: Altman, Cech ·
1990: Corey ·
1991: Ernst ·
1992: Marcus ·
1993: Mullis, Smith ·
1994: Olah ·
1995: Crutzen, Molina, Rowland ·
1996: Curl, Kroto, Smalley ·
1997: Boyer, Walker, Skou ·
1998: Kohn, Pople ·
1999: Zewail ·
2000: Heeger, MacDiarmid, Shirakawa ·
2001: Knowles, Noyori, Sharpless ·
2002: Fenn, Tanaka, Wüthrich ·
2003: Agre, MacKinnon ·
2004: Ciechanover, Hershko, Rose ·
2005: Grubbs, Schrock, Chauvin ·
2006: Kornberg ·
2007: Ertl ·
2008: Shimomura, Chalfie, Tsien ·
2009: Steitz, Yonath, Ramakrishnan ·
2010: Heck, Negishi, Suzuki ·
2011: Shechtman ·
2012: Kobilka, Lefkowitz ·
2013: Karplus, Levitt, Warshel ·
2014: Betzig, Hell, Moerner ·
2015: Lindahl, Modrich, Sancar ·
2016: Sauvage, Stoddart, Feringa ·
2017: Dubochet, Frank, Henderson · 
2018: Arnold, Winter, Smith ·   
2019: Goodenough, Whittingham, Yoshino ·
2020: Charpentier, Doudna ·
2021: List, MacMillan ·
2022: Bertozzi, Meldal, Sharpless ·
2023: Bawendi, Brus, Jekimov ·
2024: Baker, Hassabis, Jumper